# Kpozoun
Kpozoun ist ein Arrondissement im Departement Zou im westafrikanischen Staat Benin. Es ist eine Verwaltungseinheit, die der Gerichtsbarkeit der Kommune Za-Kpota untersteht.

## Demografie und Verwaltung
Gemäß der Volkszählung 2013 des beninischen Statistikamtes INSAE hatte das Arrondissement 22.196 Einwohner, davon waren 10.108 männlich und 12.088 weiblich.
Von den 69 Dörfern und Quartieren der Kommune Za-Kpota entfallen zehn auf Kpozoun:
1. Adovi
2. Ahossougon
3. Aïtèdékpa
4. Dotan
5. Houangon
6. Kpakpassa
7. Lokoli
8. Lontonkpa
9. Yadin
10. Zoungoudo